# Ronny Nilsen
Ronny Nilsen (ur. 7 maja 1971 w Bergen) – norweski lekkoatleta, który specjalizował się w rzucie oszczepem.
W 2004 bez powodzenia startował w igrzyskach olimpijskich. Uczestnik mistrzostw świata (2005) oraz mistrzostw Europy (2006). Reprezentant Norwegii w zimowym pucharze Europy oraz wielokrotny medalista mistrzostw kraju. W 2001 roku ustanowił nadal aktualny halowy rekord Norwegii w rzucie oszczepem wynikiem 67,13. Rekord życiowy: 84,73 (22 maja 2004, Tønsberg).

## Osiągnięcie
| Rok  | Impreza                        | Miejsce       | Pozycja           | Wynik |
| ---- | ------------------------------ | ------------- | ----------------- | ----- |
| 2004 | Igrzyska olimpijskie           | Ateny         | el. – 27. miejsce | 73,46 |
| 2005 | Mistrzostwa świata             | Helsinki      | el. – 26. miejsce | 70,07 |
| 2006 | Zimowy puchar Europy w rzutach | Tel Awiw-Jafa | 7. miejsce        | 72,77 |
| 2006 | Mistrzostwa Europy             | Göteborg      | el. – 21. miejsce | 71,37 |